# Lucina
För andra betydelser, se Lucina (olika betydelser).
Lucina var i romersk mytologi barnafödandets och de arbetande kvinnornas skyddsgudinna. Hon var epitet till Juno som "Hon som för barnen in i ljuset" och ibland även till Diana.